# Copa Italia 2020-21
La Copa Italia 2020–21 (en italiano: Coppa Italia y oficialmente: TIM Cup, por razones de patrocinio) fue la 74.ª edición del torneo. El ganador jugará la Supercopa de Italia contra el vencedor de la Serie A análoga a la edición.

## Sistema
Se confirma el sistema de las últimas temporadas, con 78 equipos participantes: los 40 clubes de Serie A y Serie B, 29 clubes pertenecientes a las Serie C y 9 clubes de las Serie D.
Toda la competencia se lleva a cabo en eliminación directa, con partidos únicos en cada ronda, excepto las semifinales: estas últimas se dividen en ida y vuelta, con el criterio de desempate por goles de visita. En caso de empate al final del tiempo regular, el ganador se define en tiempo extra y eventuales penales.  
Durante las rondas preliminares, para usar el factor de campo es el equipo con el número de marcador más bajo (determinado por un sorteo preliminar).
Los equipos que han terminado la Serie A en las primeras 8 posiciones ("sembradas") son admitidos directamente a la ronda de 16, con el partido que se jugará en casa: se observa una excepción si el oponente también participa en la categoría superior ("sin semillas") con un sorteo; este reglamento también es válido para los cuartos de final y las semifinales, pero en este último se utiliza para decretar qué equipo jugará el partido en casa.

## Formato
Los equipos ingresan a la competencia en varias etapas, de la siguiente manera:
Primera fase
- Primera ronda: 27 equipos de la Serie C y los 9 equipos de la Serie D comienzan el torneo
- Segunda ronda: a los 18 ganadores de la ronda anterior se unen los 20 equipos de la Serie B y 2 equipos de la Serie C
- Tercera ronda: los 20 ganadores de la segunda ronda se enfrentan a los 12 equipos de la Serie A cabezas de serie 9-20
- Cuarta ronda: los 16 ganadores se enfrentan

Segunda fase
- Octavos de final: los 8 ganadores de la cuarta ronda se insertan en un grupo con los clubes de la Serie A como cabezas de serie 1-8
- Cuartos de final
- Semifinales
- Final

## Calendario
El calendario de cada ronda es el siguiente.
| Fase                 | Turno            | Ida                           | Vuelta                        |
| -------------------- | ---------------- | ----------------------------- | ----------------------------- |
| Rondas eliminatorias | 1ª ronda         | 22-23 de septiembre de 2020   | 22-23 de septiembre de 2020   |
| Rondas eliminatorias | 2ª ronda         | 29-30 de septiembre de 2020   | 29-30 de septiembre de 2020   |
| Rondas eliminatorias | 3ª ronda         | 28 de octubre de 2020         | 28 de octubre de 2020         |
| Rondas eliminatorias | 4ª ronda         | 24-25-26 de noviembre de 2020 | 24-25-26 de noviembre de 2020 |
| Fase final           | Octavos de final | 13-20 de enero de 2021        | 13-20 de enero de 2021        |
| Fase final           | Cuartos de final | 27 de enero de 2021           | 27 de enero de 2021           |
| Fase final           | Semifinal        | 3 de febrero de 2021          | 10 de febrero de 2021         |
| Fase final           | Final            | 19 de mayo de 2021            | 19 de mayo de 2021            |

## Rondas eliminatorias

### Primera ronda
| 22 de septiembre de 2020 | Südtirol                | 2:1 (2:0) | Latte Dolce     | Estadio Lino Turina, Saló                               |                                                         |
|                          | - Rover 29' - Polák 34' | Reporte   | - 90+3' Bianchi | Asistencia: 0 espectadores Árbitro(s): Giacomo Camplone | Asistencia: 0 espectadores Árbitro(s): Giacomo Camplone |

| 22 de septiembre de 2020 | Ternana         | 1:2 (0:2) | AlbinoLeffe                  | Estadio Libero Liberati, Terni                            |                                                           |
|                          | - Partipilo 50' | Reporte   | - 40' Cori - 44' Canestrelli | Asistencia: 0 espectadores Árbitro(s): Francesco Fourneau | Asistencia: 0 espectadores Árbitro(s): Francesco Fourneau |

| 23 de septiembre de 2020 | Piacenza       | 1:2 (1:2) | Teramo                      | Estadio Leonardo Garilli, Plasencia                    |                                                        |
|                          | - Bruzzone 22' | Reporte   | - 5' Santoro - 23' Pinzauti | Asistencia: 0 espectadores Árbitro(s): Antonio Rapuano | Asistencia: 0 espectadores Árbitro(s): Antonio Rapuano |

| 23 de septiembre de 2020 | Carpi            | 1:3 (0:1) (:0:2 t. s.) | Casarano                            | Estadio Sandro Cabassi, Carpi                              |                                                            |
|                          | - Giovannini 74' | Reporte                | - 5', 105' Rodríguez - 100' Sansone | Asistencia: 0 espectadores Árbitro(s): Alessandro Prontera | Asistencia: 0 espectadores Árbitro(s): Alessandro Prontera |

| 23 de septiembre de 2020 | Alessandria                              | 3:2 (2:1) | Sambenedettese                    | Estadio Giuseppe Moccagatta, Alessandria                |                                                         |
|                          | - Eusepi 13', 17' - Arrighini 90' (pen.) | Reporte   | - 25' Nocciolini - 90+4' Panaioli | Asistencia: 0 espectadores Árbitro(s): Lorenzo Maggioni | Asistencia: 0 espectadores Árbitro(s): Lorenzo Maggioni |

| 23 de septiembre de 2020 | Novara                                    | 3:1 (2:1) | Gelbison       | Estadio Silvio Piola, Novara                        |                                                     |
|                          | - Schiavi 21', 39' (pen.) - Buzzegoli 48' | Reporte   | - 7' Coulibaly | Asistencia: 0 espectadores Árbitro(s): Simone Sozza | Asistencia: 0 espectadores Árbitro(s): Simone Sozza |

| 23 de septiembre de 2020 | Carrarese                                             | 4:0 (3:0) | Ambrosiana | Estadio dei Marmi, Carrara                          |                                                     |
|                          | - Infantino 2' - Schirò 7' - Rota 9' - Caccavallo 86' | Reporte   |            | Asistencia: 0 espectadores Árbitro(s): Manuel Volpi | Asistencia: 0 espectadores Árbitro(s): Manuel Volpi |

| 23 de septiembre de 2020 | Catanzaro                         | 2:1 (2:1) | Virtus Francavilla | Estadio Nicola Ceravolo, Catanzaro                    |                                                       |
|                          | - Casoli 35' - Carlini 45' (pen.) | Reporte   | - 32' Franco       | Asistencia: 0 espectadores Árbitro(s): Valerio Marini | Asistencia: 0 espectadores Árbitro(s): Valerio Marini |

| 23 de septiembre de 2020 | Livorno        | 1:2 (0:1) | Pro Patria                    | Estadio Armando Picchi, Livorno                             |                                                             |
|                          | - Gonnelli 81' | Reporte   | - 17' Parker - 49' Latte Lath | Asistencia: 0 espectadores Árbitro(s): Francesco Meraviglia | Asistencia: 0 espectadores Árbitro(s): Francesco Meraviglia |

| 23 de septiembre de 2020 | Pontedera   | 1:2 (0:0) | Arezzo                       | Estadio Municipal, Piancastagnaio                      |                                                        |
|                          | - Piana 67' | Reporte   | - 52' Belloni - 90+4' Cutolo | Asistencia: 0 espectadores Árbitro(s): Daniele Paterna | Asistencia: 0 espectadores Árbitro(s): Daniele Paterna |

| 23 de septiembre de 2020 | Bari                                                       | 4:0 (3:0) | Trastevere | Estadio San Nicola, Bari                            |                                                     |
|                          | - D'Ursi 15' - Marras 23' - Antenucci 36' - Candellone 75' | Reporte   |            | Asistencia: 0 espectadores Árbitro(s): Luca Massimi | Asistencia: 0 espectadores Árbitro(s): Luca Massimi |

| 23 de septiembre de 2020 | Juve Stabia                      | 2:1 (1:0) | Tritium         | Stadio Romeo Menti, Castellammare di Stabia             |                                                         |
|                          | - Aldè 45' (a.g.) - Mastalli 87' | Reporte   | - 81' Marzeglia | Asistencia: 0 espectadores Árbitro(s): Matteo Marchetti | Asistencia: 0 espectadores Árbitro(s): Matteo Marchetti |

| 23 de septiembre de 2020 | Renate                         | 2:1 (1:0) | Avellino     | Estadio Ciudad de Meda, Meda                           |                                                        |
|                          | - Giovinco 10' - Galuppini 74' | Reporte   | - 83' Burgio | Asistencia: 0 espectadores Árbitro(s): Matteo Gariglio | Asistencia: 0 espectadores Árbitro(s): Matteo Gariglio |

| 23 de septiembre de 2020 | FeralpiSalò      | 1:0 (1:0) | Pineto | Estadio Lino Turina, Saló                             |                                                       |
|                          | - Ceccarelli 36' | Reporte   |        | Asistencia: 0 espectadores Árbitro(s): Daniel Amabile | Asistencia: 0 espectadores Árbitro(s): Daniel Amabile |

| 23 de septiembre de 2020 | Potenza | 0:2 (0:2) | Triestina                       | Estadio Alfredo Viviani, Potenza                         |                                                          |
|                          |         | Reporte   | - 19' Maracchi - 28' Di Massimo | Asistencia: 212 espectadores Árbitro(s): Lorenzo Illuzzi | Asistencia: 212 espectadores Árbitro(s): Lorenzo Illuzzi |

| 23 de septiembre de 2020 | Padova                     | 2:0 (1:0) | Breno | Estadio Euganeo, Padua                                  |                                                         |
|                          | - Santini 13' - Pompeu 74' | Reporte   |       | Asistencia: 0 espectadores Árbitro(s): Federico Dionisi | Asistencia: 0 espectadores Árbitro(s): Federico Dionisi |

| 23 de septiembre de 2020 | Monopoli       | 1:0 (0:0) | Modena | Estadio Vito Simone Veneziani, Monopoli              |                                                      |
|                          | - Paolucci 77' | Reporte   |        | Asistencia: 0 espectadores Árbitro(s): Ivano Pezzuto | Asistencia: 0 espectadores Árbitro(s): Ivano Pezzuto |

| 23 de septiembre de 2020 | Catania      | 1:2 (1:0) (0:1 t. s.) | San Nicolò Notaresco          | Estadio Angelo Massimino, Catania                      |                                                        |
|                          | - Biondi 27' | Reporte               | - 56' Speranza - 99' Cancelli | Asistencia: 0 espectadores Árbitro(s): Alberto Santoro | Asistencia: 0 espectadores Árbitro(s): Alberto Santoro |

### Segunda ronda
| 29 de septiembre de 2020 | Monza                                                  | 3:0 (1:0) | Triestina | Estadio Brianteo, Monza                              |                                                      |
|                          | - Barillà 23' - Offredi 77' (a.g.) - Machín 90' (pen.) | Reporte   |           | Asistencia: 439 espectadores Árbitro(s): Marco Serra | Asistencia: 439 espectadores Árbitro(s): Marco Serra |

| 30 de septiembre de 2020 | Reggina         | 1:0 (1:0) | Teramo | Estadio Oreste Granillo, Regio de Calabria |                             |
|                          | - Di Chiara 34' | Reporte   |        | Árbitro(s): Antonio Santoro                | Árbitro(s): Antonio Santoro |

| 30 de septiembre de 2020 | Cittadella                                     | 3:1 (1:0) | Novara       | Estadio Pier Cesare Tombolato, Cittadella |                                |
|                          | - Iori 16' (pen.) - Rosafio 74' - Ogunseye 79' | Reporte   | - 76' Panico | Árbitro(s): Eugenio Abbattista            | Árbitro(s): Eugenio Abbattista |

| 30 de septiembre de 2020 | Cosenza                  | 0:0 (0:0 t. s.)(3:1 p.)    | Alessandria                                      | Estadio San Vito-Gigi Marulla, Cosenza |                           |
|                          |                          | Reporte                    |                                                  | Árbitro(s): Ivano Pezzuto              | Árbitro(s): Ivano Pezzuto |
|                          |                          | Tiros desde el punto penal |                                                  |                                        |                           |
|                          | - Carretta - Idda - Kone |                            | - Casarini - Arrighini - Castellano - Di Quinzio |                                        |                           |

| 30 de septiembre de 2020 | Cremonese                                              | 4:0 (0:0) | Arezzo | Estadio Giovanni Zini, Cremona                              |                                                             |
|                          | - Ceravolo 61' - Fiordaliso 81' - Gaetano 90+1', 90+2' | Reporte   |        | Asistencia: 0 espectadores Árbitro(s): Gianluca Manganiello | Asistencia: 0 espectadores Árbitro(s): Gianluca Manganiello |

| 30 de septiembre de 2020 | Frosinone       | 1:3 (1:3) | Padova                        | Estadio Benito Stirpe, Frosinone |                              |
|                          | - Tabanelli 20' | Reporte   | - 21', 44' Latta - 34' Soleri | Árbitro(s): Giacomo Camplone     | Árbitro(s): Giacomo Camplone |

| 30 de septiembre de 2020 | Pisa                     | 2:0 (1:0) | Juve Stabia | Estadio Romeo Anconetani, Pisa |                            |
|                          | - Sibilli 7', 50' (pen.) | Reporte   |             | Árbitro(s): Valerio Marini     | Árbitro(s): Valerio Marini |

| 30 de septiembre de 2020 | Pescara | 1:1 (1:1) (0:0 t. s.)(8:7 p.) | San Nicolò Notaresco                                                                                     | Estadio Adriático, Pescara     |                                |
|                          | - Riccardi 25'                                                                                              | Reporte                       | - 34' Banegas                                                                                            | Árbitro(s): Antonio Di Martino | Árbitro(s): Antonio Di Martino |
|                          | | Tiros desde el punto penal    | |                                |                                |
|                          | - Maistro - Memushaj - Capone - Ceter - Galano - Bellanova - Ventola - Omeonga - Jaroszyński - Scognamiglio |                               | - Frulla - Cesario - Cancelli - Bianciardi - Banegas - Colombatti - Lattarulo - Blando - Gallo - Sorrini |                                |                                |

| 30 de septiembre de 2020 | Virtus Entella                   | 2:1 (2:0) | AlbinoLeffe  | Estadio Municipal, Chiavari |                             |
|                          | - Koutsoupias 30' - Petrović 38' | Reporte   | - 90+2' Gușu | Árbitro(s): Matteo Gariglio | Árbitro(s): Matteo Gariglio |

| 30 de septiembre de 2020 | Ascoli         | 1:4 (0:3) | Perugia                                             | Estadio Cino e Lillo Del Duca, Ascoli Piceno |                          |
|                          | - Ghazoini 89' | Reporte   | - 12' Rosi - 24' Murano - 42' Dragomir - 46' Lunghi | Árbitro(s): Luca Massimi                     | Árbitro(s): Luca Massimi |

| 30 de septiembre de 2020 | Empoli            | 2:1 (1:0) | Renate          | Estadio Carlo Castellani, Empoli                        |                                                         |
|                          | - Merola 17', 79' | Reporte   | - 89' Galuppini | Asistencia: 0 espectadores Árbitro(s): Matteo Marchetti | Asistencia: 0 espectadores Árbitro(s): Matteo Marchetti |

| 30 de septiembre de 2020 | Vicenza                                                   | 3:2 (1:1) (2:1 t. s.) | Pro Patria                     | Estadio Romeo Menti, Vicenza |                              |
|                          | - Giacomelli 45+1' - Marotta 92' (pen.) - Vandeputte 108' | Reporte               | - 32' Parker - 113' Latte Lath | Árbitro(s): Giovanni Ayroldi | Árbitro(s): Giovanni Ayroldi |

| 30 de septiembre de 2020 | Chievo                                                                      | 1:1 (1:0) (0:0 t. s.)(6:7 p.) | Catanzaro                                                                   | Estadio Marcantonio Bentegodi, Verona |                                  |
|                          | - De Luca 41'                                                               | Reporte                       | - 59' Martinelli                                                            | Árbitro(s): Francesco Meraviglia      | Árbitro(s): Francesco Meraviglia |
|                          |                                                                             | Tiros desde el punto penal    |                                                                             |                                       |                                  |
|                          | - Palmiero - De Luca - Morsay - Grubač - Mogoș - Rigione - Zuelli - Illanes |                               | - Carlini - Curiale - Bayeye - Martinelli - Pinna - Garufo - Casoli - Verna |                                       |                                  |

| 30 de septiembre de 2020 | Lecce                          | 2:0 (0:0) | FeralpiSalò | Estadio Via del Mare, Lecce |                            |
|                          | - Henderson 69' - Dubickas 88' | Reporte   |             | Árbitro(s): Ivan Robilotta  | Árbitro(s): Ivan Robilotta |

| 30 de septiembre de 2020 | Pordenone                                     | 3:0 (2:0) | Casarano | Estadio Nereo Rocco, Trieste |                            |
|                          | - Rossetti 20' - Butić 35' (pen.) - Secli 76' | Reporte   |          | Árbitro(s): Daniel Amabile   | Árbitro(s): Daniel Amabile |

| 30 de septiembre de 2020 | Reggiana                                          | 0:3 (1:1 t. s.)(4:3 p.)    | Monopoli                                                | MAPEI - Città del Tricolore, Reggio Emilia |                             |
| | - Marchi 85' (pen.), 112' (pen.)                  | Reporte                    | - 60' Starita - 107' (pen.) Montero                     | Árbitro(s): Antonio Rapuano                | Árbitro(s): Antonio Rapuano |
| |                                                   | Tiros desde el punto penal |                                                         |                                            |                             |
| | - Espeche - Gyamfi - Marchi - Pezzella - Radrezza |                            | - Mercadante - Santoro - Montero - Zambataro - Paolucci |                                            |                             |
| Monopoli recibió una victoria por 3-0 debido a que Reggiana alineó a un jugador no elegible. El partido originalmente terminó 2-2 con Reggiana ganando 4-3 en penales. |                                                   |                            |                                                         |                                            |                             |

| 30 de septiembre de 2020 | Salernitana                                | 3:0 (0:0) | Südtirol | Estadio Arechi, Salerno     |                             |
|                          | - Tutino 53' - Cicerelli 60' - Capezzi 88' | Reporte   |          | Árbitro(s): Daniele Paterna | Árbitro(s): Daniele Paterna |

| 30 de septiembre de 2020 | Venezia            | 2:0 (0:0) | Carrarese | Estadio Pier Luigi Penzo, Venecia                   |                                                     |
|                          | - Johnsen 65', 90' | Reporte   |           | Asistencia: 0 espectadores Árbitro(s): Riccardo Ros | Asistencia: 0 espectadores Árbitro(s): Riccardo Ros |

| 30 de septiembre de 2020                                                  | Brescia | 3:0 (w/o) | Trapani | Estadio Mario Rigamonti, Brescia |                             |
|                                                                           |         | Reporte   |         | Árbitro(s): Lorenzo Illuzzi      | Árbitro(s): Lorenzo Illuzzi |
| Brescia ganó 3-0 por walkover ya que Trapani se retiró de la competencia. |         |           |         |                                  |                             |

| 30 de septiembre de 2020 | S.P.A.L.                                                 | 0:0 (0:0 t. s.)(4:2 p.)    | Bari                                        | Estadio Paolo Mazza, Ferrara |                          |
|                          |                                                          | Reporte                    |                                             | Árbitro(s): Simone Sozza     | Árbitro(s): Simone Sozza |
|                          |                                                          | Tiros desde el punto penal |                                             |                              |                          |
|                          | - S. Esposito - Janković - Floccari - Esposito - Tomović |                            | - Antenucci - Marras - Candellone - Minelli |                              |                          |

### Tercera ronda
| 27 de octubre de 2020 | Sampdoria       | 1:0 (0:0) | Salernitana | Estadio Luigi Ferraris, Génova  |                                 |
|                       | - La Gumina 54' | Reporte   |             | Árbitro(s): Alessandro Prontera | Árbitro(s): Alessandro Prontera |

| 27 de octubre de 2020 | Bologna                      | 2:0 (0:0) | Reggina | Estadio Renato Dall'Ara, Bolonia |                                  |
|                       | - Vignato 70' - Orsolini 72' | Reporte   |         | Árbitro(s): Gianluca Manganiello | Árbitro(s): Gianluca Manganiello |

| 27 de octubre de 2020 | Virtus Entella                                      | 3:1 (1:0) | Pisa          | Estadio Municipal, Chiavari |                          |
|                       | - Mancosu 36' (pen.) - Brunori 69' - Cardoselli 79' | Reporte   | - 51' Palombi | Árbitro(s): Luca Massimi    | Árbitro(s): Luca Massimi |

| 27 de octubre de 2020 | Pordenone                       | 0:0 (0:0 t. s.)(1:4 p.)    | Monza                                      | Estadio Nereo Rocco, Trieste |                            |
|                       |                                 | Reporte                    |                                            | Árbitro(s): Daniel Amabile   | Árbitro(s): Daniel Amabile |
|                       |                                 | Tiros desde el punto penal |                                            |                              |                            |
|                       | - Stefani - Camporese - Scavone |                            | - D'Errico - Frattesi - Bellusci - Barillà |                              |                            |

| 28 de octubre de 2020 | Cagliari     | 1:0 (0:0) | Cremonese | Arena Cerdeña, Cagliari  |                          |
|                       | - Faragò 69' | Reporte   |           | Árbitro(s): Antonio Giua | Árbitro(s): Antonio Giua |

| 28 de octubre de 2020 | Hellas Verona                          | 3:3 (1:0) (1:1 t. s.)(3:1 p.) | Venezia                                   | Estadio Marcantonio Bentegodi, Verona |                              |
|                       | - Ilić 41' - Salcedo 59' - Vieira 110' | Reporte                       | - 84' Johnsen - 87' Capello - 98' Modolo  | Árbitro(s): Giacomo Camplone          | Árbitro(s): Giacomo Camplone |
|                       |                                        | Tiros desde el punto penal    |                                           |                                       |                              |
|                       | - Lazović - Barák - Colley             |                               | - Modolo - Johnsen - Fiordilino - Capello |                                       |                              |

| 28 de octubre de 2020 | Parma                             | 3:1 (2:0) | Pescara       | Estadio Ennio Tardini, Parma |                          |
|                       | - Karamoh 26', 43' - Adorante 70' | Reporte   | - 90+1' Nzita | Árbitro(s): Simone Sozza     | Árbitro(s): Simone Sozza |

| 28 de octubre de 2020 | Cosenza                   | 2:1 (1:0) | Monopoli          | Estadio San Vito-Gigi Marulla, Cosenza |                           |
|                       | - Petrucci 15' - Kone 84' | Reporte   | - 69' (a.g.) Idda | Árbitro(s): Maria Marotta              | Árbitro(s): Maria Marotta |

| 28 de octubre de 2020 | Benevento                    | 2:4 (0:0) | Empoli                                 | Estadio Ciro Vigorito, Benevento |                           |
|                       | - Maggio 57' - Moncini 90+1' | Reporte   | - 47' Olivieri - 60', 66', 85' Mancuso | Árbitro(s): Ivano Pezzuto        | Árbitro(s): Ivano Pezzuto |

| 28 de octubre de 2020 | Brescia                                        | 3:0 (2:0) | Perugia | Estadio Mario Rigamonti, Brescia |                            |
|                       | - Bisoli 10' - Ayé 25' (pen.) - Mangraviti 71' | Reporte   |         | Árbitro(s): Ivan Robilotta       | Árbitro(s): Ivan Robilotta |

| 28 de octubre de 2020 | Cittadella | 0:2 (0:0) | Spezia                             | Estadio Dino Manuzzi, Cesena |                         |
|                       |            | Reporte   | - 49' Verde - 63' (a.g.) Benedetti | Árbitro(s): Marco Serra      | Árbitro(s): Marco Serra |

| 28 de octubre de 2020 | Udinese                                        | 3:1 (1:0) | Vicenza    | Stadio Friuli, Údine        |                             |
|                       | - Forestieri 21' - Deulofeu 60' - Pussetto 64' | Reporte   | - 88' Gori | Árbitro(s): Antonio Rapuano | Árbitro(s): Antonio Rapuano |

| 28 de octubre de 2020 | Fiorentina                  | 2:1 (2:0) | Padova        | Estadio Artemio Franchi, Florencia |                             |
|                       | - Venuti 10' - Callejón 32' | Reporte   | - 55' Santini | Árbitro(s): Alberto Santoro        | Árbitro(s): Alberto Santoro |

| 28 de octubre de 2020 | Torino                           | 3:1 (1:1) (2:0 t. s.) | Lecce           | Estadio Olímpico de Turín, Turín |                             |
|                       | - Lyanco 39' - Verdi 109' (pen.) | Reporte               | - 22' Stępiński | Árbitro(s): Marco Piccinini      | Árbitro(s): Marco Piccinini |

| 28 de octubre de 2020 | Crotone                                              | 1:1 (0:0) (1:1 t. s.)(3:4 p.) | S.P.A.L.                                              | Estadio Ezio Scida, Crotona  |                              |
|                       | - Cigarini 107' (pen.)                               | Reporte                       | - 113' Seck                                           | Árbitro(s): Matteo Marchetti | Árbitro(s): Matteo Marchetti |
|                       |                                                      | Tiros desde el punto penal    |                                                       |                              |                              |
|                       | - Siligardi - Crociata - Molina - Golemić - Cigarini |                               | - S. Esposito - Missiroli - Sala - Esposito - Ranieri |                              |                              |

| 28 de octubre de 2020 | Genoa              | 2:1 (1:0) | Catanzaro   | Estadio Luigi Ferraris, Génova |                              |
|                       | - Scamacca 7', 64' | Reporte   | - 83' Fazio | Árbitro(s): Lorenzo Maggioni   | Árbitro(s): Lorenzo Maggioni |

### Cuarta ronda
| 25 de noviembre de 2020 | Cagliari                   | 2:1 (1:0) | Hellas Verona | Arena Cerdeña, Cagliari         |                                 |
|                         | - Cerri 30' - Sottil 90+3' | Reporte   | - 74' Colley  | Árbitro(s): Alessandro Prontera | Árbitro(s): Alessandro Prontera |

| 25 de noviembre de 2020, 14:30 | Parma               | 2:1 (2:1) | Cosenza     | Estadio Ennio Tardini, Parma |                             |
|                                | - Brunetta 13', 39' | Reporte   | - 38' Corsi | Árbitro(s): Giacomo Giacomo  | Árbitro(s): Giacomo Giacomo |

| 25 de noviembre de 2020, 14:30 | Empoli | W.O.    | Brescia | Estadio Carlo Castellani, Empoli |                  |
|                                |        | Reporte |         | Árbitro(s): [[]]                 | Árbitro(s): [[]] |

| 25 de noviembre de 2020 | Bologna                       | 2:4 (2:1) (2:2) (0:2 t. s.) | Spezia                                          | Estadio Renato Dall'Ara, Bolonia |                          |
|                         | - Barrow 13' - Orsolini 45+1' | Reporte                     | - 5' Piccoli - 64' Farias - 100', 119' Maggiore | Árbitro(s): Manuel Volpi         | Árbitro(s): Manuel Volpi |

| 25 de noviembre de 2020 | Udinese | 0:1 (0:0) (0:1 t. s.) | Fiorentina     | Stadio Friuli, Údine    |                         |
|                         |         | Reporte               | - 112' Montiel | Árbitro(s): Marco Serra | Árbitro(s): Marco Serra |

| 26 de noviembre de 2020 | Torino                     | 2:0 (2:0) | Virtus Entella | Estadio Olímpico de Turín, Turín |                             |
|                         | - Zaza 28' - Bonazzoli 30' | Reporte   |                | Árbitro(s): Daniele Paterna      | Árbitro(s): Daniele Paterna |

| 24 de noviembre de 2020, 14:30 | S.P.A.L.                      | 2:0 (0:0) | Monza | Estadio Paolo Mazza, Ferrara |                             |
|                                | - Paloschi 62' - Brignola 75' | Reporte   |       | Árbitro(s): Marco Piccinini  | Árbitro(s): Marco Piccinini |

| 26 de noviembre de 2020 | Sampdoria   | 1:3 (1:0) | Genoa                             | Estadio Luigi Ferraris, Génova |                                |
|                         | - Verre 18' | Reporte   | - 60', 72' Scamacca - 68' Lerager | Árbitro(s): Francesco Fourneau | Árbitro(s): Francesco Fourneau |

## Fase final
|  | octavos de final | octavos de final |   |                | cuartos de final | cuartos de final |  |                | Semifinal | Semifinal | Semifinal | Semifinal |  |          | Final | Final |
|  |                  |                  |   |                |                  |                  |  |                |           |           |           |           |  |          |       |       |
|  | Napoli           | 3                |   |                |                  |                  |  |                |           |           |           |           |  |          |       |       |
|  | Empoli           | 2                |   |                |                  |                  |  |                |           |           |           |           |  |          |       |       |
|  | Empoli           | 2                |   | Napoli         | 4                |                  |  |                |           |           |           |           |  |          |       |       |
|  |                  |                  |   | Napoli         | 4                |                  |  |                |           |           |           |           |  |          |       |       |
|  |                  | Spezia           | 2 |                |                  |                  |  |                |           |           |           |           |  |          |       |       |
|  | Roma             | Spezia           | 2 | 0              |                  |                  |  |                |           |           |           |           |  |          |       |       |
|  | Roma             |                  |   | 0              |                  |                  |  |                |           |           |           |           |  |          |       |       |
|  | Speziaa          | 3                |   |                |                  |                  |  |                |           |           |           |           |  |          |       |       |
|  | Speziaa          | 3                |   |                |                  |                  |  | Napoli         | 0         | 1         | 1         |           |  |          |       |       |
|  |                  |                  |   |                |                  |                  |  | Napoli         | 0         | 1         | 1         |           |  |          |       |       |
|  |                  | Atalanta         | 0 | 3              | 3                |                  |  |                |           |           |           |           |  |          |       |       |
|  | Atalanta         | Atalanta         | 0 | 3              | 3                | 3                |  |                |           |           |           |           |  |          |       |       |
|  | Atalanta         |                  |   |                |                  | 3                |  |                |           |           |           |           |  |          |       |       |
|  | Cagliari         | 1                |   |                |                  |                  |  |                |           |           |           |           |  |          |       |       |
|  | Cagliari         | 1                |   | Atalanta       | 3                |                  |  |                |           |           |           |           |  |          |       |       |
|  |                  |                  |   | Atalanta       | 3                |                  |  |                |           |           |           |           |  |          |       |       |
|  |                  | Lazio            | 2 |                |                  |                  |  |                |           |           |           |           |  |          |       |       |
|  | Lazio            | Lazio            | 2 | 2              |                  |                  |  |                |           |           |           |           |  |          |       |       |
|  | Lazio            |                  |   | 2              |                  |                  |  |                |           |           |           |           |  |          |       |       |
|  | Parma            | 1                |   |                |                  |                  |  |                |           |           |           |           |  |          |       |       |
|  | Parma            | 1                |   |                |                  |                  |  |                |           |           |           |           |  | Atalanta | 1     |       |
|  |                  |                  |   |                |                  |                  |  |                |           |           |           |           |  | Atalanta | 1     |       |
|  |                  | Juventus         | 2 |                |                  |                  |  |                |           |           |           |           |  |          |       |       |
|  | Fiorentina       | Juventus         | 2 | 1              |                  |                  |  |                |           |           |           |           |  |          |       |       |
|  | Fiorentina       |                  |   | 1              |                  |                  |  |                |           |           |           |           |  |          |       |       |
|  | Internazionale   | 2                |   |                |                  |                  |  |                |           |           |           |           |  |          |       |       |
|  | Internazionale   | 2                |   | Internazionale | 2                |                  |  |                |           |           |           |           |  |          |       |       |
|  |                  |                  |   | Internazionale | 2                |                  |  |                |           |           |           |           |  |          |       |       |
|  |                  | Milan            | 1 |                |                  |                  |  |                |           |           |           |           |  |          |       |       |
|  | Milan (p.)       | Milan            | 1 | 0 (5)          |                  |                  |  |                |           |           |           |           |  |          |       |       |
|  | Milan (p.)       |                  |   | 0 (5)          |                  |                  |  |                |           |           |           |           |  |          |       |       |
|  | Torino           | 0 (4)            |   |                |                  |                  |  |                |           |           |           |           |  |          |       |       |
|  | Torino           | 0 (4)            |   |                |                  |                  |  | Internazionale | 1         | 0         | 1         |           |  |          |       |       |
|  |                  |                  |   |                |                  |                  |  | Internazionale | 1         | 0         | 1         |           |  |          |       |       |
|  |                  | Juventus         | 2 | 0              | 2                |                  |  |                |           |           |           |           |  |          |       |       |
|  | Juventus         | Juventus         | 2 | 0              | 2                | 3                |  |                |           |           |           |           |  |          |       |       |
|  | Juventus         |                  |   |                |                  | 3                |  |                |           |           |           |           |  |          |       |       |
|  | Genoa            | 2                |   |                |                  |                  |  |                |           |           |           |           |  |          |       |       |
|  | Genoa            | 2                |   | Juventus       | 4                |                  |  |                |           |           |           |           |  |          |       |       |
|  |                  |                  |   | Juventus       | 4                |                  |  |                |           |           |           |           |  |          |       |       |
|  |                  | S.P.A.L.         | 0 |                |                  |                  |  |                |           |           |           |           |  |          |       |       |
|  | Sassuolo         | S.P.A.L.         | 0 | 0              |                  |                  |  |                |           |           |           |           |  |          |       |       |
|  | Sassuolo         |                  |   | 0              |                  |                  |  |                |           |           |           |           |  |          |       |       |
|  | S.P.A.L.         | 2                |   |                |                  |                  |  |                |           |           |           |           |  |          |       |       |

- ( )a: Spezia le ganó 4 a 2 a la Roma. Pero se le dio por perdido por escritorio a la Roma por 3 a 0, ya que el DT realizó un cambio de más (hizo 6 cuando reglamentariamente son 5 cambios).

### Octavos de final
| 12 de enero de 2021, 20:45 | Milan                                                  | 0:0 (0:0 t. s.)(5:4 p.)    | Torino                                                 | San Siro, Milan          |                          |
|                            |                                                        | Reporte                    |                                                        | Árbitro(s): Paolo Valeri | Árbitro(s): Paolo Valeri |
|                            |                                                        | Tiros desde el punto penal |                                                        |                          |                          |
|                            | - Kessié - Hernández - Tonali - Romagnoli - Çalhanoğlu |                            | - Belotti - Lukić - Lyanco - Rincón - Milinković-Savić |                          |                          |

| 13 de enero de 2021, 15:00 | Fiorentina   | 1:2 (0:1) (1:1) (0:1 t. s.) | Internazionale                   | Estadio Artemio Franchi, Florencia |                          |
|                            | - Kouamé 57' | Reporte                     | - 40' (pen.) Vidal - 119' Lukaku | Árbitro(s): Davide Massa           | Árbitro(s): Davide Massa |

| 13 de enero de 2021, 17:45 | Napoli                                      | 3:2 (2:1) | Empoli             | Estadio Diego Armando Maradona, Nápoles |                          |
|                            | - Di Lorenzo 18' - Lozano 38' - Petagna 76' | Reporte   | - 33', 68' Bajrami | Árbitro(s): Antonia Giua                | Árbitro(s): Antonia Giua |

| 13 de enero de 2021, 20:45 | Juventus                                  | 3:2 (2:1) (2:2) (1:0 t. s.) | Genoa                         | Allianz Stadium, Turín     |                            |
|                            | - Kulusevski 2' - Morata 23' - Rafia 104' | Reporte                     | - 28' Czyborra - 74' Melegoni | Árbitro(s): Daniele Chiffi | Árbitro(s): Daniele Chiffi |

| 14 de enero de 2021, 17:45 | Sassuolo | 0:2 (0:0) | S.P.A.L.                       | MAPEI Stadium, Reggio Emilia |                              |
|                            |          | Reporte   | - 49' Missiroli - 58' Dickmann | Árbitro(s): Giacomo Camplone | Árbitro(s): Giacomo Camplone |

| 14 de enero de 2021, 20:30 | Atalanta                                  | 3:1 (1:0) | Cagliari     | Estadio Atleti Azzurri d'Italia, Bérgamo |                              |
|                            | - Miranchuk 43' - Muriel 61' - Šutalo 64' | Reporte   | - 55' Sottil | Árbitro(s): Federico Dionisi             | Árbitro(s): Federico Dionisi |

| 19 de enero de 2021, 21:15 | Roma                                     | 0:3 (0:2 t. s.) | Spezia                                                 | Estadio Olímpico, Roma      |                             |
| | - Pellegrini 43' (pen.) - Mkhitaryan 73' | Reporte         | - 6' (pen.) Galabinov - 15' 119' Saponara - 107' Verde | Árbitro(s): Davide Ghersini | Árbitro(s): Davide Ghersini |
| Spezia ganó el partido 4-2 sin embargo le dieron la victoria 3-0 debido a que la Roma realizó 6 cambios en el partido cuando reglamentariamente son 5 |                                          |                 |                                                        |                             |                             |

| 21 de enero de 2021, 21:15 | Lazio                      | 2:1 (1:0) | Parma         | Estadio Olímpico, Roma       |                              |
|                            | - Parolo 23' - Colombi 90' | Reporte   | - 83' Mihăilă | Árbitro(s): Giovanni Ayroldi | Árbitro(s): Giovanni Ayroldi |

### Cuartos de final
| 26 de enero de 2021, 20:45 | Internazionale                      | 2:1 (0:1) | Milan             | Estadio Giuseppe Meazza, Milan |                          |
|                            | - Lukaku 71' (pen.) - Eriksen 90+7' | Reporte   | - 31' Ibrahimović | Árbitro(s): Paolo Valeri       | Árbitro(s): Paolo Valeri |

| 27 de enero de 2021, 17:45 | Atalanta                                        | 3:2 (2:2) | Lazio                     | Estadio Atleti Azzurri d'Italia, Bérgamo |                           |
|                            | - Djimsiti 7' - Malinovskyi 37' - Miranchuk 57' | Reporte   | - 17' Muriqi - 34' Acerbi | Árbitro(s): Luca Pairetto                | Árbitro(s): Luca Pairetto |

| 27 de enero de 2021, 20:45 | Juventus                                                           | 4:0 (2:0) | S.P.A.L. | Allianz Stadium, Turín    |                           |
|                            | - Morata 16' (pen.) - Frabotta 33' - Kulusevski 78' - Chiesa 90+4' | Reporte   |          | Árbitro(s): Ivano Pezzuto | Árbitro(s): Ivano Pezzuto |

| 28 de enero de 2021, 21:00 | Napoli                                                 | 4:2 (4:0) | Spezia                     | Estadio Diego Armando Maradona, Nápoles |                                |
|                            | - Koulibaly 5' - Lozano 20' - Politano 30' - Elmas 40' | Reporte   | - 71' Gyasi - 73' Acampora | Árbitro(s): Francesco Fourneau          | Árbitro(s): Francesco Fourneau |

### Semifinales
| 2 de febrero de 2021, 20:45 | Internazionale | 1:2 (1:2) | Juventus                | Estadio Giuseppe Meazza, Milán  |                                 |
|                             | - Martínez 9'  | Reporte   | - 26' (pen) 35' Ronaldo | Árbitro(s): Giampaolo Calvarese | Árbitro(s): Giampaolo Calvarese |

| 3 de febrero de 2021, 20:45 | Napoli | 0:0     | Atalanta | Estadio Diego Armando Maradona, Nápoles |                            |
|                             |        | Reporte |          | Árbitro(s): Michael Fabbri              | Árbitro(s): Michael Fabbri |

| 9 de febrero de 2021, 20:45 | Juventus | 0:0     | Internazionale | Juventus Stadium, Turín      |                              |
|                             |          | Reporte |                | Árbitro(s): Maurizio Mariani | Árbitro(s): Maurizio Mariani |

| 10 de febrero de 2021, 20:45 | Atalanta                       | 3:1 (2:0) | Napoli       | Estadio Atleti Azzurri d'Italia, Bérgamo |                               |
|                              | - Zapata 10' - Pessina 16' 78' | Reporte   | - 53' Lozano | Árbitro(s): Federico La Penna            | Árbitro(s): Federico La Penna |

### Final
| 19 de mayo de 2021, 21:00 | Atalanta        | 1:2 (1:1) | Juventus                    | MAPEI Stadium - Città del Tricolore, Reggio Emilia |                          |
|                           | Malinovskyi 41' | Reporte   | Kulusevski 31' · Chiesa 73' | Árbitro(s): Davide Massa                           | Árbitro(s): Davide Massa |

| 95         | Guardameta     | Pierluigi Gollini    |     |
| 2          | Defensa        | Rafael Tolói         | 76' |
| 17         | Defensa        | Cristian Romero      |     |
| 6          | Defensa        | José Luis Palomino   |     |
| 33         | Defensa        | Hans Hateboer        | 76' |
| 8          | Defensa        | Robin Gosens         | 83' |
| 15         | Centrocampista | Marten De Roon       |     |
| 11         | Centrocampista | Remo Freuler         |     |
| 18         | Centrocampista | Ruslan Malinovskyi   | 68' |
| 32         | Centrocampista | Matteo Pessina       | 68' |
| 91         | Delantero      | Duván Zapata         |     |
| Entrenador | Entrenador     | Gian Piero Gasperini |     |

| 77         | Guardameta     | Gianluigi Buffon  |     |
| 16         | Defensa        | Juan Cuadrado     |     |
| 4          | Defensa        | Matthijs de Ligt  |     |
| 3          | Defensa        | Giorgio Chiellini |     |
| 13         | Defensa        | Danilo            |     |
| 30         | Centrocampista | Rodrigo Bentancur |     |
| 25         | Centrocampista | Adrien Rabiot     |     |
| 14         | Centrocampista | Weston McKennie   |     |
| 22         | Centrocampista | Federico Chiesa   | 74' |
| 7          | Delantero      | Cristiano Ronaldo |     |
| 44         | Delantero      | Dejan Kulusevski  | 83' |
| Entrenador | Entrenador     | Andrea Pirlo      |     |

| 9  | Delantero      | Luis Muriel       | 68' |
| 88 | Centrocampista | Mario Pašalić     | 68' |
| 72 | Delantero      | Josip Iličić      | 76' |
| 19 | Defensa        | Berat Djimsiti    | 76' |
| 59 | Centrocampista | Aleksei Miranchuk | 83' |

| 10 | Delantero | Paulo Dybala     | 74' |
| 19 | Defensa   | Leonardo Bonucci | 83' |

| Anotado | 41' | Ruslan Malinovskyi | 1-1 |

| Anotado | 31' | Dejan Kulusevski | 0-1 |
| Anotado | 73' | Federico Chiesa  | 1-2 |

| Amonestado | 35' | Ruslan Malinovskyi |
| Amonestado | 78' | Cristian Romero    |
| Amonestado | 88' | Marten De Roon     |
| Amonestado | 89' | Josip Iličić       |

| Amonestado | 27' | Giorgio Chiellini |
| Amonestado | 41' | Matthijs de Ligt  |

| Expulsado | 88' | Rafael Tolói |

| Árbitro             | Davide Massa        |
| Árbitros asistentes | Matteo Passeri      |
| Árbitros asistentes | Alessandro Costanzo |
| Cuarto árbitro      | Bandera de ?        |

| 95         | Guardameta     | Pierluigi Gollini    |     |
| 2          | Defensa        | Rafael Tolói         | 76' |
| 17         | Defensa        | Cristian Romero      |     |
| 6          | Defensa        | José Luis Palomino   |     |
| 33         | Defensa        | Hans Hateboer        | 76' |
| 8          | Defensa        | Robin Gosens         | 83' |
| 15         | Centrocampista | Marten De Roon       |     |
| 11         | Centrocampista | Remo Freuler         |     |
| 18         | Centrocampista | Ruslan Malinovskyi   | 68' |
| 32         | Centrocampista | Matteo Pessina       | 68' |
| 91         | Delantero      | Duván Zapata         |     |
| Entrenador | Entrenador     | Gian Piero Gasperini |     |

| 77         | Guardameta     | Gianluigi Buffon  |     |
| 16         | Defensa        | Juan Cuadrado     |     |
| 4          | Defensa        | Matthijs de Ligt  |     |
| 3          | Defensa        | Giorgio Chiellini |     |
| 13         | Defensa        | Danilo            |     |
| 30         | Centrocampista | Rodrigo Bentancur |     |
| 25         | Centrocampista | Adrien Rabiot     |     |
| 14         | Centrocampista | Weston McKennie   |     |
| 22         | Centrocampista | Federico Chiesa   | 74' |
| 7          | Delantero      | Cristiano Ronaldo |     |
| 44         | Delantero      | Dejan Kulusevski  | 83' |
| Entrenador | Entrenador     | Andrea Pirlo      |     |

| 9  | Delantero      | Luis Muriel       | 68' |
| 88 | Centrocampista | Mario Pašalić     | 68' |
| 72 | Delantero      | Josip Iličić      | 76' |
| 19 | Defensa        | Berat Djimsiti    | 76' |
| 59 | Centrocampista | Aleksei Miranchuk | 83' |

| 10 | Delantero | Paulo Dybala     | 74' |
| 19 | Defensa   | Leonardo Bonucci | 83' |

| Anotado | 41' | Ruslan Malinovskyi | 1-1 |

| Anotado | 31' | Dejan Kulusevski | 0-1 |
| Anotado | 73' | Federico Chiesa  | 1-2 |

| Amonestado | 35' | Ruslan Malinovskyi |
| Amonestado | 78' | Cristian Romero    |
| Amonestado | 88' | Marten De Roon     |
| Amonestado | 89' | Josip Iličić       |

| Amonestado | 27' | Giorgio Chiellini |
| Amonestado | 41' | Matthijs de Ligt  |

| Expulsado | 88' | Rafael Tolói |

| Árbitro             | Davide Massa        |
| Árbitros asistentes | Matteo Passeri      |
| Árbitros asistentes | Alessandro Costanzo |
| Cuarto árbitro      | Bandera de ?        |

|             |
|             |
| Campeón     |
| Juventus    |
| 14.° título |

## Goleadores
| Jugador                | Club        | Goles |
| ---------------------- | ----------- | ----- |
| Gianluca Scamacca      | Genoa       | 4     |
| Dennis Johnsen         | Venezia     | 3     |
| Leonardo Mancuso       | Empoli      | 3     |
| Hirving Lozano         | Napoli      | 3     |
| Dejan Kulusevski       | Juventus    | 3     |
| Cristiano Ronaldo      | Juventus    | 2     |
| Simone Verdi           | Torino      | 2     |
| Umberto Eusepi         | Alessandria | 2     |
| Claudio Santini        | Padova      | 2     |
| Emmanuel Latte Lath    | Pro Patria  | 2     |
| Samon Reider Rodríguez | Casarano    | 2     |
| Davide Merola          | Arezzo      | 2     |
| Giuseppe Sibilli       | Pisa        | 2     |
| Juan Brunetta          | Parma       | 2     |
| Sean Parker            | Pro Patria  | 2     |
| Giulio Maggiore        | Spezia      | 2     |
| Francesco Galuppini    | Renate      | 2     |
| Riccardo Orsolini      | Bologna     | 2     |
| Yann Karamoh           | Parma       | 2     |
| Nicolás Schiavi        | Novara      | 2     |
| Simone Della Latta     | Padova      | 2     |
| Mattia Marchi          | Reggiana    | 2     |